# Фиалка алтайская
Фиа́лка алтайская (лат. Viola altaica) — вид двудольных растений рода Фиалка (Viola) семейства Фиалковые (Violaceae). Впервые описан английским ботаником Джоном Белленденом Кер Голером.

## Ботаническое описание
Многолетнее травянистое растение высотой 5-15 см. Корневище многоглавое с тонкими разветвлениями, преходящими в стебли, надземные стебли с укороченными междоузлиями и скученными листьями.
Листовые пластинки продолговатые, в основании клиновидные, без буроватых точек и штрихов, 10-81 мм длиной и 3,5-25 мм шириной, городчато-пильчатые, с 5-10 зубцами на каждой стороне, почти голые. Прилистники перистораздельные, 6-26 мм длиной. Цветки крупные, на длинных цветоносах, 3,5-5 см в диаметре, желтые, сине-фиолетовые или пёстрые, жёлто-синие (разного цвета у разных особей).
Плод — коробочка продолговато-овальной формы, 10-11 мм длиной.

## Распространение и среда обитания
Растение обитает на альпийских и субальпийских лугах, на склонах горных лесов, на лугах, между мхами и лишайниками, на высоте 1500-4000 метров и в горных тундрах.
Светолюбивое растение, предпочитающее достаточно увлажнённые, с умеренным содержанием питательных веществ почвы.
Произрастает в Крыму, на Алтае, на Украине, на юго-востоке Казахстана, в Кыргызстане, Монголии, северо-западном Китае, на Кавказе. В Алтайском заповеднике произрастает на высотах 550-3000 метров над уровнем моря.

## Синонимы
- Mnemion grandiflorum Spach
- Viola monochroa Klokov